# Belozem Hill
Der Belozem Hill (bulgarisch Хълм Белозем) ist der nordöstlichste einer Reihe von Hügeln entlang des Bulgarian Beach im Osten der Livingston-Insel im Archipel der Südlichen Shetlandinseln. Der im Sommer schneefreie Hügel besteht aus Lehmblöcken und besitzt zwei Gipfel, von denen der höhere 41 m erreicht. Er ragt 800 m nordöstlich des Sinemorets Hill, 3,8 km westsüdwestlich des Rezen Knoll und 1910 m südwestlich des Aleko Rock auf.
Spanische Wissenschaftler kartierten ihn 1991, Vermessungen erfolgten bei einer bulgarischen Antarktisexpedition (1995–1996). Der Hügel trägt den Namen einer bulgarischen Ortschaft, deren Name wörtlich übersetzt Weiße Erde bedeutet. Das UK Antarctic Place-Names Committee übertrug die bulgarische Benennung 1997 ins Englische.